# Einar Person
Axel Einar Albert Person född 14 december 1918 i Hagfors, död januari 2006 i Karlskoga, var en svensk målare, tecknare och grafiker. 
Person kom in sent på konstnärsbanan, han arbetade först på skruvfabriken i Hagfors för att sedan utbilda sig till skomakare. 1939 fick han anställning på Bofors modellverkstad i Karlskoga där han arbetade som svarvare, På fritiden ägnade han sig som hobby med musik och teckning. Periodvis i början av 1940-talet hade han musiken (klarinettist och jazzmusiker) som levebröd och under ett engagemang i Lund 1945-1946 blev han elev vid Skånska målarskolan i Malmö. Han debuterade på utställningen Unga tecknare på Nationalmuseum 1947. Två år senare tilldelades han Maria Leander-Engströmstipendiet och 1957 tilldelades han Värmlands musei vänners stipendium.
Tillsammans med Carl Nyland ställde han ut i Karlskoga 1950 och tillsammans med Oskar Person 1951, och tillsammans med Olle Hermansson 1953 och 1959 på Galerie Æsthetica i Stockholm. Han deltog även i samlingsutställningarna Svart och vitt på Nationalmuseum 1955, Nordiska konstförbundets utställning i Göteborg 1957, Föreningen Graphicas utställning Ung grafik i Lund 1959. 
1998 invigdes en retrospektiv utställning i Karlskoga konsthall med anledning av Einar Persons 80-årsdag. Den 11 februari 2000 öppnades en utställning med Einar Persons grafik i Degerfors Folkets hus, den visades även i Hagfors.
Hans produktion bestod av landskap, stadsbilder, stilleben och figurstudier. 
Person är representerad på Nationalmuseum, Moderna museet i Stockholm stad och Värmlands museum i Karlstad, H.M. Konungens samlingar samt Malmö museum, Eskilstuna konstmuseum och Örebro läns landsting.
En jubileumsutställning, arrangerad av Karlskoga Konstförening, ägde rum i Karlskoga konsthall i oktober 2021. Samtidigt gavs en bok ut om Einar Perssons liv och grafik.

## Grafikern
Det är oklart hur många grafiska bilder som Persson utförde. Det kan har rört sig om närmare 500 plåtar. Han arbetade med teknikerna torrnålsgravyr, hård- och mjukgrundsetsningar och akvatintetsningar. Motiven hämtades bland annat från hemtrakten, Frankrike, London (1954) och Spanien (1957-58).